# Ахав
Аха́в (ивр. אַחְאָב‎, др.-греч. Αχααβ), сын Амврия — 7-й царь Израильского царства после его разделения. История его правления и противостояния с пророком Илиёй подробно изложена в Третьей книге Царств.

## Биография

### Библейское повествование
Правил Самарией 22 года (3Цар. 16:29). Вследствие брака с Иезавелью, дочерью сидонского царя Эфбаала, он ввёл в своё царство культ Ваала-Астарты и подверг преследованию пророков, не перестававших, однако, обличать пагубную для народа деятельность царя.
В правление Ахава вефилянин Ахиил нарушил заклятие и восстановил Иерихон, потеряв при этом двух своих сыновей (3Цар. 16:34) в соответствии с библейским пророчеством (Нав. 6:25).
Ахав вёл с сирийским царем Бенгададом II три войны с переменным успехом и в последней был убит.

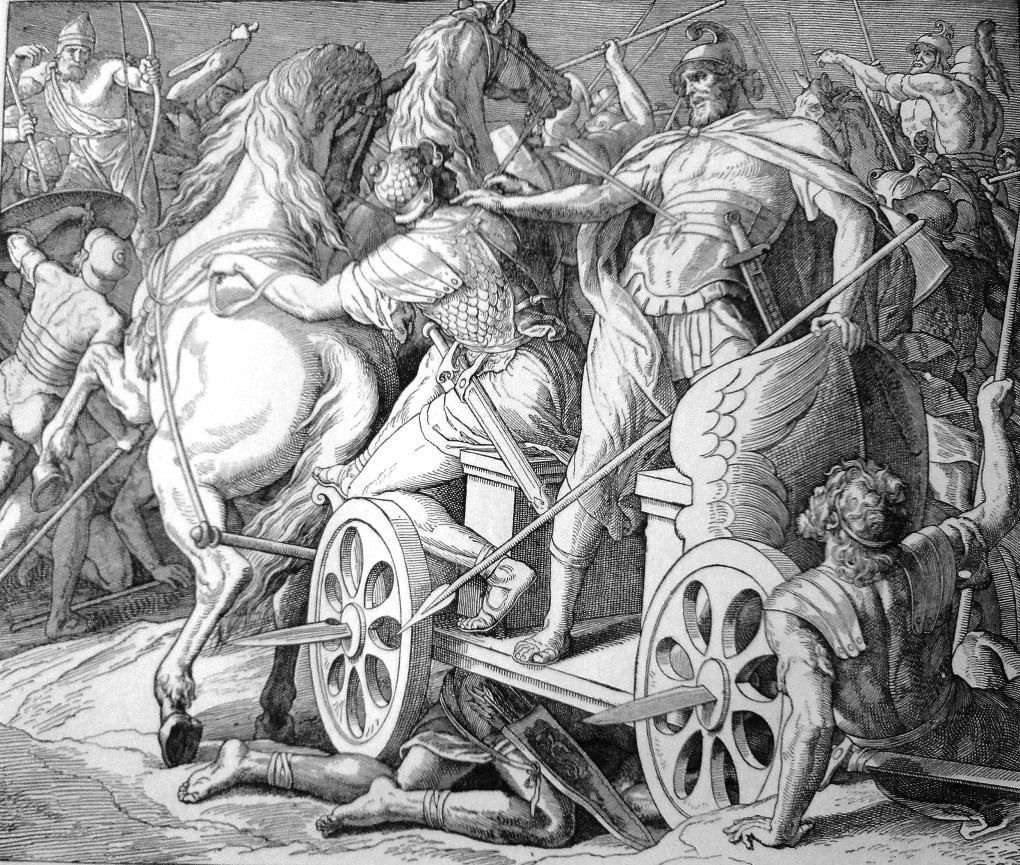
Смерть Ахава, гравюра Юлиуса фон Карольсфельда, 1883 г.

Иосиф Флавий отмечал, что Ахав в своем нечестии нисколько не отличался от предшествующих царей, подражая им в злодеяниях и глумлении над Всевышним. Как и они, он не признавал главенства Храма Господнего в Иерусалиме и поклонялся золотым тельцам, сооруженным Иеровоамом I. Жена Ахава, сидонянка Иезавель, женщина энергичная и сильная, имела на мужа большое влияние. По её требованию царь воздвиг храм финикийскому богу Баалу (Ваалу) и обсадил это капище рощею из всевозможных деревьев. При Ахаве в Израиле почти перестали поклоняться Яхве, что, по мнению древнееврейских авторов, и послужило причиной многих несчастий. Прежде всего, страну поразила страшная засуха, а затем ещё и вражеское нашествие. Сирийский царь Бенгадад II разорил всю землю и осадил Ахава в его столице Самарии. Царь дошёл уже до предела отчаяния, но тут узнал через одного из пророков, что Господь все же дарует ему победу посредством сыновей военачальников. Царь велел собрать из них отборный отряд и выпустил его на врагов в то время, когда сирийцы менее всего этого ожидали и предавались в своем лагере пьянству. Сыновья военачальников опрокинули врагов, а остальное войско довершило разгром. Вскоре Ахав имел встречу с иудейским царем Иосафатом и предложил тому начать войну против Бенгадада. В Библии сообщается, что все пророки Ваала предрекали Ахаву победу, и только пророк Яхве Михей говорил о поражении: евреи убегут с поля боя, но убит из них будет только один Ахав. В самом деле, когда оба царя встретились с врагом, стрела, пущенная наугад со стороны сирийцев, смертельно ранила Ахава.

### Раввинистическая интерпретация
В трактате Санхедрин Ахав упомянут среди трёх царей, которые не имеют доли в грядущем мире (олам ха-ба) из-за своего нечестия.

## Историчность

### Археология
Безымянный сын царя Израиля Омри (отождествляемый с Ахавом), и его взаимоотношения с царством Моав описываются на стеле Меша. Ассирийский монолит из Карха упоминает царя Ахава как участвовавшего в битве при Каркаре и побежденного Салманасаром III.
В 2018 году была найдена предположительно его скульптура.

### Датирование
Согласно разным датировкам, правил:
- по Jewish Encyclopedia в 920—900 до н. э.[6]
- по КЕЭ в 873—852 годах до н. э.[7]
- по У. Олбрайту в 869—850 до н. э.[8]
- по Э. Тилю[9], В. В. Эрлихману[10] и И. Р. Тантлевскому[11] в 874—853 до н. э.